# 아벨 (덴마크)

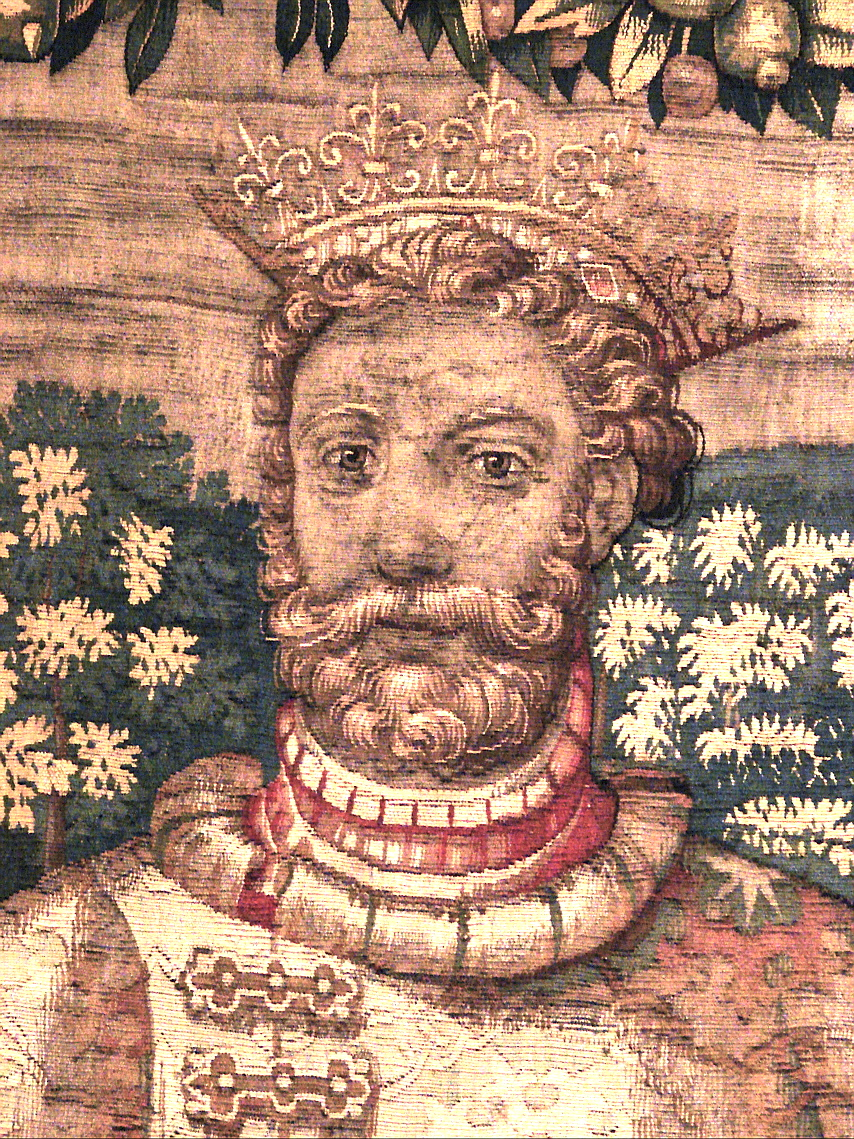
아벨

아벨(덴마크어: Abel, 1218년 ~ 1252년 6월 29일)은 덴마크의 국왕(재위: 1250년 ~ 1252년)이다.

## 생애
에스트리센가(Estridsen) 출신이다. 발데마르 2세 국왕과 그의 두 번째 아내인 포르투갈의 베렝가리아(Berengaria, 산슈 1세의 딸) 사이에서 태어났다.
1232년 자신의 형인 에리크가 아버지인 발데마르 2세와 함께 덴마크의 공동 군주로 즉위하면서 에리크의 뒤를 이어 슐레스비히 공작으로 임명되었다. 1237년 4월 25일에는 홀슈타인의 아돌프 4세(Adolf IV) 백작의 딸인 마틸다(Matilda)와 결혼했으며 슬하에 4명의 자녀를 두었다. 1237년 아돌프 4세 백작이 프란체스코 수도원에 들어간 이후에는 몇 년 동안 아돌프 4세의 아들인 요한(Johan)과 게르하르트(Gerhard)의 후견인 역할을 수행하기도 했다.
1241년 발데마르 2세가 사망하면서 자신의 형인 에리크가 덴마크의 에리크 4세 국왕으로 즉위했다. 아벨은 슐레스비히의 독립을 주장했기 때문에 형인 에리크와의 갈등을 빚었다. 에리크와 아벨 간의 분쟁은 1250년 아벨의 여동생인 브란덴부르크의 소피아(Sofia, 요한 1세 폰 브란덴부르크 변경백의 첫번째 부인)가 중재할 때까지 계속되었다.
1250년 에리크 4세 국왕이 슐레스비히에 있던 아벨의 관저로 초대하는 과정에서 살해당하고 만다. 한때는 아벨이 에리크 4세의 죽음과 관련이 있다는 의혹이 제기되기도 했지만 아벨은 24명의 귀족들과 함께 자신이 결백하다고 맹세했다. 아벨은 1250년 11월 1일에 비보르 의회에서 덴마크의 국왕으로 추대되었다.
1252년 6월 29일 프리슬란트에 거주하던 농민들이 세금 납부를 거부하면서 일으킨 반란을 진압하기 위해 아벨은 군대를 파견했다. 이 과정에서 아벨은 수레바퀴 제조인으로 일하고 있던 헤네르(Henner)에게 살해당하고 만다. 아벨의 아들이었던 발데마르(Valdemar)가 쾰른 대주교의 인질로 붙잡혀 있었기 때문에 아벨의 동생인 크리스토페르(Christoffer)가 1252년 크리스마스(12월 25일)에 룬드 성당에서 덴마크의 크리스토페르 1세 국왕으로 즉위하게 된다.